# Kazimierz Zawada
Kazimierz Zawada (ur. 8 lutego 1951 w Mędrzechowie) – polski prawnik, profesor nauk prawnych, sędzia Sądu Najwyższego w Izbie Cywilnej. Specjalizuje się w zagadnieniach dotyczących przelewu wierzytelności i papierów wartościowych.

## Życiorys
Absolwent Wydziału Prawa i Administracji Uniwersytetu Jagiellońskiego (1973). Po trzyletniej aplikacji sądowej zdał egzamin sędziowski. Stopień doktora nauk prawnych uzyskał w 1982, a habilitację w zakresie prawa cywilnego w 1990. Od 2001 profesor nauk prawnych. Pracownik naukowy Katedry Prawa Prywatnego Międzynarodowego na macierzystej uczelni. Prowadzi wykłady z prawa wekslowego i czekowego.
Uczestnik prac Centrum Obywatelskich Inicjatyw Ustawodawczych Solidarności.

## Ważniejsze prace naukowe
- Przyrzeczenie publiczne w polskim prawie cywilnym, Warszawa 1987,
- Umowa przelewu wierzytelności, Kraków 1990,
- Ochrona dłużnika przy przelewie wierzytelności, Kraków 1992,
- Prawo papierów wartościowych, Kraków 1992 (współautor),
- Komentarz do kodeksu cywilnego, C.H. Beck, Warszawa 2000 (współautor).